# Rębiszów
Rębiszów (niem. Rabishau) – wieś (sołectwo, 703 mieszkańców) w południowo-zachodniej Polsce, w woj. dolnośląskim, w powiecie lwóweckim, w gminie Mirsk, na Dolnym Śląsku, położona nad potokiem Mrożynka i jego prawym dopływem Skitnicą, na Pogórzu Izerskim – w zachodniej części Przedgórzu Rębiszowskim oraz we wschodniej części Kotliny Mirskiej.

## Podział administracyjny
W latach 1945–1954 siedziba gminy Rębiszów. W latach 1975–1998 miejscowość położona była w województwie jeleniogórskim.

## Nazwa
Według niemieckiego nauczyciela Heinricha Adamy’ego nazwa wiąże się z karczowaniem drzew w procesie deforestacji i pochodzi od polskiego określenia czynności „rąbania” siekierą W swoim dziele o nazwach miejscowych na Śląsku wydanym w 1888 roku we Wrocławiu jako najstarszą zanotowaną nazwę miejscowości oraz wcześniejszą od niemieckiej wymienia „Rąbyn” podając jej znaczenie „Holzschlag”, czyli po polsku „Rąbanie drzewa”. Niemcy zgermanizowali nazwę na Rabishau w wyniku czego utraciła ona swoje pierwotne znaczenie.
W kronice łacińskiej Liber fundationis episcopatus Vratislaviensis (pol. Księga uposażeń biskupstwa wrocławskiego) spisanej za czasów biskupa Henryka z Wierzbna w latach 1295–1305 miejscowość wymieniona jest w zlatynizowanej formie Rabysow. Później odnotowywana pod nazwami Rabischau, Rabishaw i Rabishau. Bezpośrednio po wojnie kilkakrotnie zmieniano nazwę: Rabsz, Rombin, Rabisz, Rębsz, Rąbin, Rębin.

## Historia

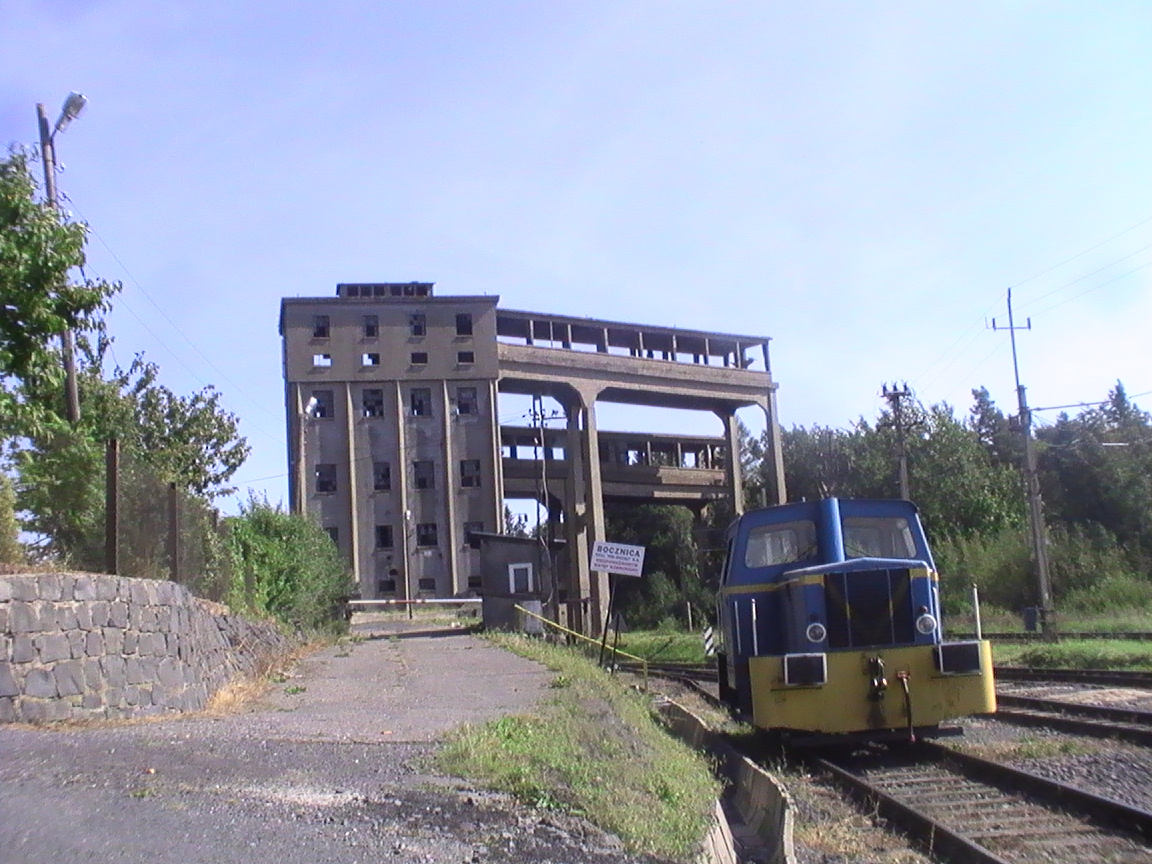
Nieczynna kopalnia bazaltu w Rębiszowie.

W początkach XVI wieku wieś należała do von Schaffgotschów; była to niewielka osada, której mieszkańcy należeli do parafii w pobliskim Gierczynie.
W górnej części wsi w XVII i XVIII wieku wydobywano na niewielką skalę rudę kobaltu (głównie w pobliskiej wsi Przecznica), natomiast znajdujące się w pobliżu wsi Odarte Skały – północne zbocze góry Urwistej (przed wojną pomnik przyrody) przez pewien czas wykorzystywane były przez znajdujący się tu duży kamieniołom bazaltu; obecnie ten fragment kamieniołomu jest nieczynny.
We wsi znajduje się stacja kolejowa, na 151,8 kilometrze linii Wrocław – Jelenia Góra – Zgorzelec; otwarta 20 września 1865 r., obok stacji bocznice do załadunku kamienia z pobliskiego kamieniołomu.

### Znane osoby związane z miejscowością
- Georg Leeder – XIX-wieczny kartograf
- Leberecht Baumert – ur. 1833 – kompozytor organowy.

## Zabytki
Do wojewódzkiego rejestru zabytków wpisane są:
- kościół ewangelicki, obecnie rzym.-kat. par. pw. św. Barbary; po zajęciu Śląska przez Prusy ponownie zezwolono protestantom na budowę własnego kościoła; w 1747 powstała najpierw konstrukcja szachulcowa, a w latach 1766–1768 – kamienna; wieżę dobudowano w 1803 r.
- kościół cmentarny ewangelicki, obecnie rzym.-kat. pomocniczy pw. Nawiedzenia Najświętszej Marii Panny; w latach 1566–1568 luteranie zbudowali we wsi pierwszy kościół późnogotycko-renesansowy, przebudowany w XVIII wieku w stylu barokowym, który po stu latach, na mocy cesarskiego rozkazu z 1653 Ferdynanda III o „redukcji”, z 25 lutego 1654 r. przekazano katolikom. W kościele tym zachowała się do dziś późnogotycka, kamienna chrzcielnica z 1575 roku.
- cmentarz

Zabytkowe kościoły w Rębiszowie.
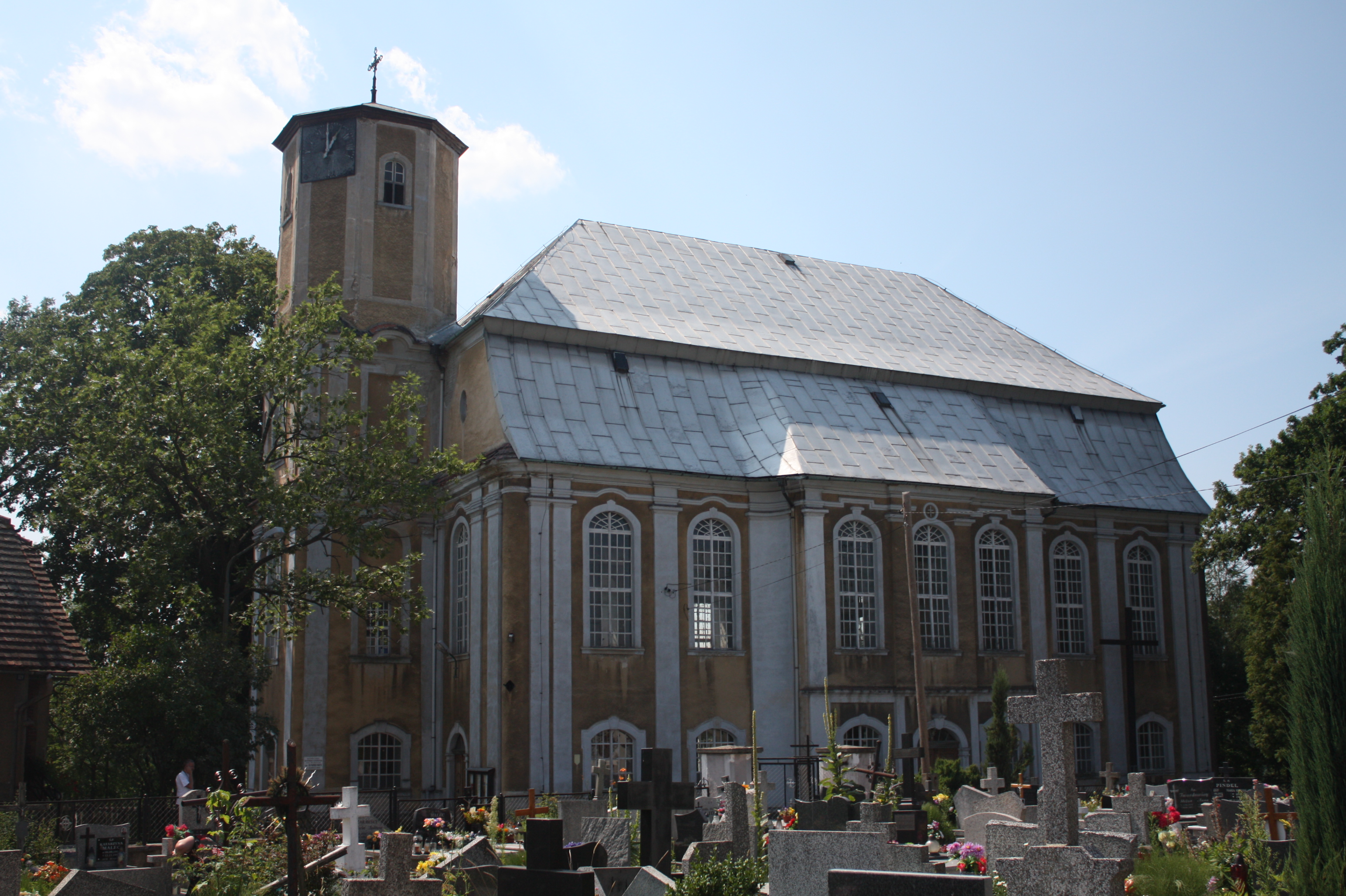
Kościół parafialny pw. św. Barbary w Rębiszowie.
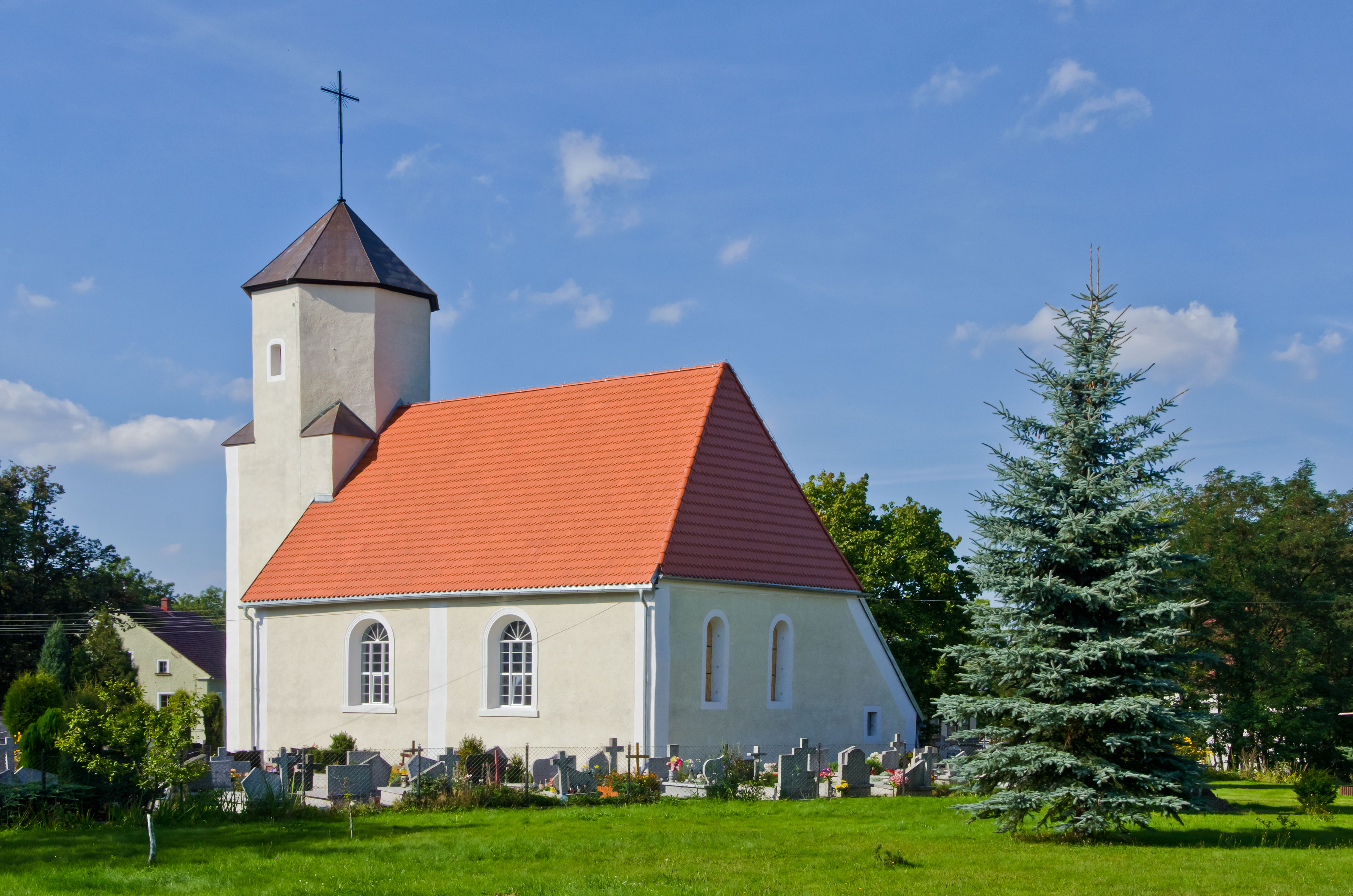
Kościół pomocniczy pw. Nawiedzenia NMP w Rębiszowie.

## Współczesność

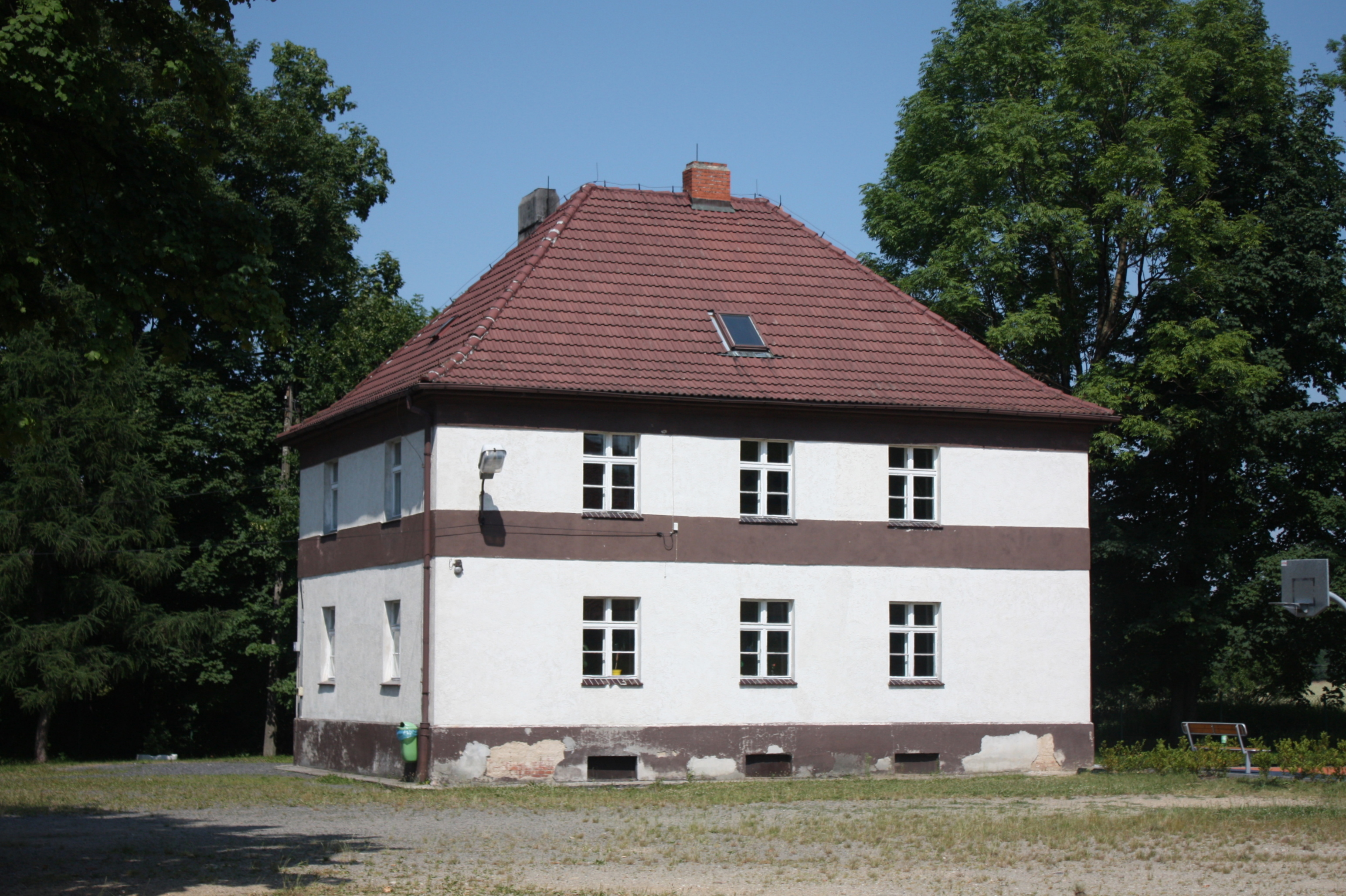
Budynek Szkoły podstawowej im. Świętego Floriana w Rębiszowie.

W Rębiszowie funkcjonuje Szkoła Podstawowa im. św. Floriana, sklep spożywczy, ośrodek zdrowia oraz apteka.

## Sport
Klub piłkarski Skalnik Rębiszów występuje w rozgrywkach A-klasy, w grupie Jelenia Góra II. W sezonie 2004/2005 zajął w tych rozgrywkach 5. miejsce (najlepszy wynik w historii klubu).